# Marta mówi
Marta mówi (ang. Martha Speaks, 2008–2014) – amerykańsko-kanadyjsko-filipiński serial animowany wyprodukowany przez WGBH Educational Foundation, Decode Entertainment, Studio B Productions i Top Draw Animation. Serial powstał w oparciu o serię książek autorstwa Susan Meddaugh, PBS Kids, przeznaczony jest przede wszystkim dla dzieci w wieku 3–6 lat. W każdym odcinku prezentowane jest przewodnie słowo-klucz oraz 20 innych słów. Serial koncentruje się na zagadnieniach mowy, co nadaje mu walory edukacyjne. Dzieci, poznając nowe słowa oraz ich znaczenia, przygotowują się do nauki czytania.

## Fabuła
Przyjazna suczka mieszaniec o imieniu Marta, której właścicielką jest dziewczynka o imieniu Helena, pewnego dnia zjada zupę literkową (zupa z makaronem w kształcie liter alfabetu), dzięki której potrafi mówić (cyt. z tytułowej piosenki: „W drodze gdzieś do brzuszka Marty grupa liter zagubiona trafia do jej głowy i Marta... nawija jak szalona”). Bohaterowie w każdym odcinku przeżywają mnóstwo zabawnych przygód koncentrujących się wokół postaci wesołej suczki.

## Bohaterowie

### Zwierzęta domowe
- Marta (ang. Martha) – tytułowa bohaterka. Jest żółta z lekko brązowymi uszami i łatami na grzbiecie. Gdy zjadła zupę literkową, zaczęła mówić, ponieważ litery z zupy trafiły do jej głowy. Jak każdy pies nie lubi kotów, często grzebie w śmieciach, lubi dużo jeść i brzydko pachnieć. Jest pomocna, zaradna i pomysłowa, ale często narzeka, że nie ma rąk.
- Nelson – kot Ronalda i Alicji. Jest podstępnym kłamcą i głównym rywalem Marty i Skitsa. Jest chytry.
- Polly – papuga Alicji i Ronalda. Powtarza wszystko co usłyszy.
- Bob – groźny pies stróżowy. Atakuje wszystkich bez powodu. Bob jest wiecznie zły, ponieważ jego pan ciągle na niego krzyczy.
- Fransua – snobistyczny pudel pani Claskie. Uważa się za najlepszego we wszystkim.
- Skits – drugi pies Heleny. Jest brązowy i dużo większy od Marty, choć nieco młodszy. Jest bardzo energiczny i lubi pomagać Marcie. Jego ulubionymi zabawkami są piszczałki. Ma zieloną obrożę w odróżnieniu do Marty. Jest on psem w typie Setera.
- Pops – mops. Mało ambitny. Przebywa w schronisku prowadzonym przez Kazuo, który obecnie jest jego panem.
- Miranda – mała suczka. Jej byłą właścicielką była modelka. Została porzucona, gdy jej właścicielka zmieniła swój styl. Występowała w odcinku „Marta w schronisku”. Później znalazła nowy dom.
- Stella – inna suczka, która wystąpiła w odcinku „Marta w schronisku”.
- Prążek, Cukierek i Mandaryn (ang. Streak, Butterscotch and Mandarin) – przyjazne trojaczki, występowały w odcinku „Marta w Schronisku”. Zostały adoptowane przez siostrzenice pani Clusky, również trojaczki. W odcinku „Marta Pielęgniarka” Cukierek podczas odwiedzin zjadł skarpetkę suszącą się na suszarce. Lubi chwytać także różne inne rzeczy.
- Reksio – czarny, sympatyczny pudel.
- Bert – mały buldog.
- Ches – pies prezydenta Baracka Obamy, przybywa do niego Marta, aby mu pomóc, później zostaje u niego jako towarzystwo Łatka, bo Ches był zrozpaczony wyjazdem Marty i tym, że zostanie sam.
- Carlo – owczarek collie, gwiazda filmów „Nieustraszony Collie Carlo”. Przez incydent na planie filmowym boi się kwiatów, jest idolem Marty, która zna wszystkie odcinki na pamięć. Jego program jest emitowany rano i wieczorem w lokalnym kanale miasta Wagstaff. Jego program prawdopodobnie jest wzorowany na filmach z serii Lassie, gdyż oba te psy są odważnymi collie.
- Kitek – pies miliarderki, który po jej śmierci przejął jej spadek. Został wygnany z domu przez krewnego swojej właścicielki, który chciał przejąć spadek. Pies błąkał się po ulicy, aż trafił do schroniska. Po wyjściu, ze względu na warunki panujące w schronisku, przeznaczył na nie pieniądze.
- Lili – młoda suczka ze schroniska, początkowo pies Karoliny. Potem staje się psem Milo, gdyż Karolina nie umiała właściwie zajmować się psem. Prawdopodobnie jest mieszańcem Buldoga, Rottweilera, Dobermana i Pudla.
- Łatka – bezpański pies. W oryginalnej wersji językowej jest płci męskiej[3], ale w polskiej jest przedstawiana jako suczka. Zostaje towarzyszem psa prezydenta Baracka Obamy.
- Teddy – biały, niezdarny pies (nie potrafi aportować, boi się wody), któremu groziła śmierć z powodu połknięcia kamienia. Jego właściciele pracują w firmie zajmującej się ochroną środowiska.
- Rubin – pies zamknięty przez przypadek przez pracownika sklepu w samochodzie. Psa zauroczył zapach pączków, które były śniadaniem pracownika sklepu. Jego właścicielką jest Iga.
- Jeffy – słoń z miejscowego ZOO. Umie całkiem nieźle tańczyć, ale nie potrafi malować w przeciwieństwie do innych słoni. Dzięki swojej umiejętności tańca uratował ZOO od bankructwa.

### Dzieci
- Helena „Helenka” Lorraine (ang. Helen Lorraine) – ma 10 lat i jest właścicielką Marty i Skitsa. W przeciwieństwie do większości dzieci jest realistką i nie wierzy w przesądy. Bardzo dba o swoje psy i martwi się, gdy Marta znika, co przydarza się od czasu, do czasu. Zazwyczaj nosi ciemnoróżową bluzę i ciemnoróżowo-pomarańczowo pasiastą spódniczkę, zdaniem Karoliny ubiera się dziwacznie i nie ma gustu.
- Tadeusz „Tadek” Kennelly (ang. T.D. Kennelly) – zawsze, kiedy pojawia się problem, mówi „widziałem to w jednym filmie” i zaczyna objaśniać scenę z filmu i ją rysować. Jedna z bardziej przesądnych i naiwnych postaci. Kolega Heleny, razem chodzą do klasy. Nie lubi szkoły i rzadko odrabia zadania domowe. Lubi psy, ale sam nie może mieć żadnego, bo jego tata ma alergię na sierść. W odcinku „Brat Trumana” dowiadujemy się, że ma starszą siostrę, ale teraz jej nie widuje, bo ta studiuje bardzo daleko.
- Karolina (ang. Carolina) – 11-letnia kuzynka Heleny, często krytykuje jej gust. Twierdzi, że „musi być lepsza od Tiffany Blatsky”. Często nie umie się zdecydować i podobnie jak większość dzieci jest przesądna. Nie lubi psów, ale przez pewien czas miała suczkę Lily, jednak podjęła dobrą decyzję oddając ją Milo. Lubi być „gwiazdą”, ale wychodząc na scenę dostaje tremy.
- Truman Oatley – prawdopodobnie najmłodszy z paczki Heleny. Jest nieco przesądny, ale bardzo mądry i ambitny. Panicznie boi się owadów i wszystkich rzeczy, które są choć trochę ekstremalne (np. zjazd z najwyższej góry w mieście). Nie lubi również pływania statkiem lub łódką, ze względu na chorobę morską. Jego matka prowadzi domowe przedszkole. Do odcinka „Lody” nie jadł lodów.
- Jakub „Kubuś” Lorraine (ang. Jake Lorraine) – młodszy brat Heleny, ma około dwóch lat. Bardzo lubi psy Heleny.
- Alicja Boxwood (ang. Alice Boxwood) – koleżanka Heleny, jedna z mniej przesądnych postaci. Ma starszego brata Ronalda, którego bardzo nie lubi. Jest też największą niezdarą w okolicy. Prawie ciągle (czasami niezależnie od niej) dochodzi przez nią do różnych, nieraz dziwnych przypadków (np. Alicja stała na środku pokoju i nagle się przewróciła). Pomimo swojej niezdarności uprawia różne sporty: gra w piłkę nożną, football amerykański, hokeja oraz tańczy w balecie.
- Ronald Boxwood (ang. Ronald „Ronnie” Boxwood) – wredny starszy brat Alicji. Ma 12 lat. Bardzo lubi swojego kota Nelsona i papugę. Nienawidzi za to psów. Uwielbia denerwować Alicję (zdradza jakie zakończenie ma książka, której jeszcze nie przeczytała, podsłuchuje jej rozmowy z przyjaciółmi). Bardzo dużo gra w gry komputerowe. W jednym odcinku dowiadujemy się, że bawi się żołnierzykami i figurkami superbohaterów, które wyszły już z mody. Nie jest lubiany przez głównych bohaterów.
- Milo Lee – 7-letni przyjaciel Skitsa. Lubi psy.
- Tiffany Blatsky – ma 11 lat. Rzekomo jest koleżanką Karoliny, ale jak tylko zostają same, to zaraz ze sobą rywalizują. Raczej nie przepada za psami. Jest przesądna.
- Grzegorz „Grzesiek” Kennelly (ang. C.D. Kennelly) – 4-letni kuzyn Tadka. Na początku widać, że boi się psów, ale potem okazuje się „miłośnikiem piesków”, co według Marty oznacza, że sprawia im ból (głównie przez przytulanie).

## Odcinki
- Serial emitowany w Polsce na kanale MiniMini+. Premiery:
  - I seria (odcinki 1-19) – 16 września 2009 roku,
  - I seria (odcinek 20) – 29 października 2009 roku,
  - I seria (odcinki 21-40) – 15 marca 2010 roku,
  - II seria (odcinki 41-55) – 24 stycznia 2011 roku,
  - III seria (odcinki 56-70) – 8 lutego 2011 roku,
  - IV seria (odcinki 71-80) – 13 grudnia 2012 roku.
- Od 3 września 2011 roku serial jest nadawany na kanale TVP1.
- Od 2 stycznia 2012 roku serial jest nadawany na kanale Teletoon+.
- Od 19 sierpnia 2013 roku serial jest nadawany w TV Puls 2[4].
- Od 22 czerwca 2019 roku serial jest nadawany w TVP ABC.

## Spis odcinków
| Premiera odcinka | N/o | Polski tytuł                                 | Angielski tytuł                                       |
| ---------------- | --- | -------------------------------------------- | ----------------------------------------------------- |
|                  |     |                                              |                                                       |
| SERIA PIERWSZA   |     |                                              |                                                       |
|                  |     |                                              |                                                       |
| 16.09.2009       | 01  | Marta mówi                                   | Martha Speaks                                         |
| 16.09.2009       | 01  | Marta daje rady                              | Martha Gives Advice                                   |
|                  |     |                                              |                                                       |
| 17.09.2009       | 02  | Marta i Skits                                | Martha and Skits                                      |
| 17.09.2009       | 02  | Marta występuje                              | Martha Plays a Part                                   |
|                  |     |                                              |                                                       |
| 18.09.2009       | 03  | Marta kradnie tort                           | Martha Takes the Cake                                 |
| 18.09.2009       | 03  | Kryptonim: Marta                             | Codename: Martha                                      |
|                  |     |                                              |                                                       |
| 20.09.2009       | 04  | Marta idzie na ratunek                       | Martha to the Rescue                                  |
| 20.09.2009       | 04  | Marta na biwaku                              | Martha Camps Out                                      |
|                  |     |                                              |                                                       |
| 21.09.2009       | 05  | Na farmie                                    | Down on the Farm                                      |
| 21.09.2009       | 05  | Marta ucieka                                 | Martha Runs Away                                      |
|                  |     |                                              |                                                       |
| 22.09.2009       | 06  | Bla, bla, bla, bla                           | Martha Blah Blah                                      |
| 22.09.2009       | 06  | Grzeczny Skits                               | Skits Behaves                                         |
|                  |     |                                              |                                                       |
| 23.09.2009       | 07  | Psi przekręt                                 | Martha and the Canine Caper                           |
| 23.09.2009       | 07  | Idealna Marta                                | Perfectly Martha                                      |
|                  |     |                                              |                                                       |
| 24.09.2009       | 08  | Marta strażakiem                             | Firedog Martha                                        |
| 24.09.2009       | 08  | Ogórkowa Marta                               | Martha’s Pickle                                       |
|                  |     |                                              |                                                       |
| 25.09.2009       | 09  | Pies w odwiedzinach                          | The Dog Who Came to Dinner                            |
| 25.09.2009       | 09  | Marta dzwoni                                 | Martha Calling                                        |
|                  |     |                                              |                                                       |
| 27.09.2009       | 10  | O, nie!                                      | Oh, Nooo!                                             |
| 27.09.2009       | 10  | Żegnaj Marto                                 | Bye Martha                                            |
|                  |     |                                              |                                                       |
| 28.09.2009       | 11  | Marta wyprowadza psa                         | Martha Walks the Dog                                  |
| 28.09.2009       | 11  | Marta ma talent                              | Martha’s Got Talent                                   |
|                  |     |                                              |                                                       |
| 29.09.2009       | 12  | Marta wymyśla historyjke                     | Martha the Hero Maker                                 |
| 29.09.2009       | 12  | Marta i gwiazdor                             | Starstruck Martha                                     |
|                  |     |                                              |                                                       |
| 30.09.2009       | 13  | Wszystko na głowie Marty                     | Martha in Charge                                      |
| 30.09.2009       | 13  | Truman i wielki błękit                       | Truman and the Deep Blue Sea                          |
|                  |     |                                              |                                                       |
| 01.10.2009       | 14  | Rozbitkowie                                  | Escape from Flea Island                               |
| 01.10.2009       | 14  | Klub nie dla psa                             | No Dogs Allowed                                       |
|                  |     |                                              |                                                       |
| 02.10.2009       | 15  | Marta w schronisku                           | Ain’t Nothin’ But a Pound Dog                         |
|                  |     |                                              |                                                       |
| 04.10.2009       | 16  | Poszukiwacze zaginionej kartki               | Raiders of the Lost Art                               |
| 04.10.2009       | 16  | Marta przynosi kwiaty                        | Martha Says it with Flowers                           |
|                  |     |                                              |                                                       |
| 05.10.2009       | 17  | Marta nie mówi po małpiemu                   | Martha Doesn’t Speak Monkey!                          |
| 05.10.2009       | 17  | Marta i Truman gubią się                     | Martha and Truman Get Lost                            |
|                  |     |                                              |                                                       |
| 06.10.2009       | 18  | Marta na wystawie                            | Best in Show                                          |
| 06.10.2009       | 18  | Truman i piłka                               | Truman on the Ball                                    |
|                  |     |                                              |                                                       |
| 07.10.2009       | 19  | Marta się boi                                | Martha Gets Spooked                                   |
| 07.10.2009       | 19  | Pechowy pies                                 | Martha Changes Her Luck                               |
|                  |     |                                              |                                                       |
| 29.10.2009       | 20  | Marta buszuje w sklepie                      | Martha Runs the Store                                 |
|                  |     |                                              |                                                       |
| 15.03.2010       | 21  | Martę swędzi                                 | Itchy Martha                                          |
| 15.03.2010       | 21  | Marta i złodziej serc                        | Martha and the Thief of Hearts                        |
|                  |     |                                              |                                                       |
| 16.03.2010       | 22  | Co powiedzą psy?                             | There Goes the Neighborhood                           |
| 16.03.2010       | 22  | Lody                                         | Ice Scream                                            |
|                  |     |                                              |                                                       |
| 17.03.2010       | 23  | Marta pielęgniarka                           | Nurse Martha                                          |
| 17.03.2010       | 23  | Tadek na tropie sensacji                     | T.D. Gets the Scoop                                   |
|                  |     |                                              |                                                       |
| 18.03.2010       | 24  | Alicja na puentach                           | Alice Twinkle Toes                                    |
| 18.03.2010       | 24  | Marta na torze                               | Martha Fails the Course                               |
|                  |     |                                              |                                                       |
| 19.03.2010       | 25  | Marta śpiewa                                 | Martha Sings                                          |
| 19.03.2010       | 25  | Tadek zakłada zespół                         | T.D. Makes the Band                                   |
|                  |     |                                              |                                                       |
| 21.03.2010       | 26  | Skits i burza                                | Skits Under the Weather                               |
| 21.03.2010       | 26  | Marta zapowiada pogodę                       | Martha the Weather Dog                                |
|                  |     |                                              |                                                       |
| 22.03.2010       | 27  | Buda dla Marty                               | Martha in the Doghouse                                |
| 22.03.2010       | 27  | Marta modelką                                | Martha Models                                         |
|                  |     |                                              |                                                       |
| 23.03.2010       | 28  | Tadek i Marta łapią szkodnika                | T.D. and Martha Gopher Broke                          |
| 23.03.2010       | 28  | Tadek i drzewo stekowe                       | T.D. and the Steak Tree                               |
|                  |     |                                              |                                                       |
| 24.03.2010       | 29  | Wirtualna Marta                              | Virtually Martha                                      |
| 24.03.2010       | 29  | Marta kontra robot                           | Martha vs. Robot                                      |
|                  |     |                                              |                                                       |
| 25.03.2010       | 30  | Helena gra                                   | Helen’s All Thumbs                                    |
| 25.03.2010       | 30  | Brudny nawyk Marty                           | Martha’s Dirty Habit                                  |
|                  |     |                                              |                                                       |
| 26.03.2010       | 31  | Marta piecze                                 | Martha Bakes                                          |
| 26.03.2010       | 31  | Marta komponuje perfumy                      | Martha Makes Scents                                   |
|                  |     |                                              |                                                       |
| 28.03.2010       | 32  | Marta świadkiem                              | Martha the Witness                                    |
| 28.03.2010       | 32  | Marta się buntuje                            | Martha Takes a Stand                                  |
|                  |     |                                              |                                                       |
| 29.03.2010       | 33  | Marta idzie do szkoły                        | Martha Goes to School                                 |
| 29.03.2010       | 33  | Tadek i żarówka                              | T.D. and the LightBulb of Doom                        |
|                  |     |                                              |                                                       |
| 30.03.2010       | 34  | Marta na scenie                              | Martha Treads the Boards                              |
| 30.03.2010       | 34  | Wataha Marty                                 | Martha’s Pack                                         |
|                  |     |                                              |                                                       |
| 31.03.2010       | 35  | Marta czuje zapachy                          | Martha Smells                                         |
| 31.03.2010       | 35  | Marta słyszy dźwięki                         | Martha Hears                                          |
|                  |     |                                              |                                                       |
| 01.04.2010       | 36  | Najgorszy najlepszy dzień                    | Martha’s Worst Best Day                               |
| 01.04.2010       | 36  | Brat Trumana                                 | Truman’s Brother                                      |
|                  |     |                                              |                                                       |
| 02.04.2010       | 37  | Marta zaprasza                               | Here’s Martha!                                        |
| 02.04.2010       | 37  | Kłótnia                                      | Dog Fight                                             |
|                  |     |                                              |                                                       |
| 03.04.2010       | 38  | Pies terapeuta                               | Therapy Dog                                           |
| 03.04.2010       | 38  | Kaczy problem Marty                          | Martha’s Duck Trouble                                 |
|                  |     |                                              |                                                       |
| 04.04.2010       | 39  | Tajemnica Trumana                            | Truman’s Secret                                       |
| 04.04.2010       | 39  | Małpi rozum Skitsa                           | Skits Monkeys Around                                  |
|                  |     |                                              |                                                       |
| 05.04.2010       | 40  | Co drażni Boba?                              | What’s Bothering Bob?                                 |
| 05.04.2010       | 40  | Marta opowiada bajkę                         | Martha Spins a Tale                                   |
|                  |     |                                              |                                                       |
| SERIA DRUGA      |     |                                              |                                                       |
|                  |     |                                              |                                                       |
| 24.01.2011       | 41  | Fotel Marty                                  | Martha’s Chair                                        |
| 24.01.2011       | 41  | Graciarnia Tadka                             | T.D. the Pack Rat                                     |
|                  |     |                                              |                                                       |
| 25.01.2011       | 42  | Słoniowe malowanie                           | Painting for Peanuts                                  |
| 25.01.2011       | 42  | Marta nie jest kukłą                         | Martha’s No Dummy                                     |
|                  |     |                                              |                                                       |
| 26.01.2011       | 43  | Marta gasi światło                           | Martha Puts Out the Lights                            |
|                  |     |                                              |                                                       |
| 27.01.2011       | 44  | Pingwin Zawsze Dzwoni dwa razy               | The Penguin Always Rings Twice                        |
| 27.01.2011       | 44  | Szyfr Marty                                  | The Martha Code                                       |
|                  |     |                                              |                                                       |
| 28.01.2011       | 45  | Marta w luku                                 | Martha in the Hold                                    |
| 28.01.2011       | 45  | Idźcie, krówki                               | Get Along, Little Dogies!                             |
|                  |     |                                              |                                                       |
| 29.01.2011       | 46  | Marta w Białym Domu                          | Martha in the White House                             |
|                  |     |                                              |                                                       |
| 30.01.2011       | 47  | Kubusiowy ekspres                            | The Jakey Express                                     |
| 30.01.2011       | 47  | Marta, pies zaprzęgowy                       | Martha, Sled Dog                                      |
|                  |     |                                              |                                                       |
| 31.01.2011       | 48  | Chora łapa                                   | Paws and Effect                                       |
| 31.01.2011       | 48  | Kłopoty z Teddym                             | The Trouble with Teddy                                |
|                  |     |                                              |                                                       |
| 01.02.2011       | 49  | Co słychać, Marto?                           | ¿Qué Pasa, Martha?                                    |
| 01.02.2011       | 49  | Tadek zna psią mowę                          | T.D. is Talking Dog                                   |
|                  |     |                                              |                                                       |
| 02.02.2011       | 50  | Psy w kosmosie                               | Dogs in Space                                         |
| 02.02.2011       | 50  | Psy z kosmosu                                | Dogs from Space                                       |
|                  |     |                                              |                                                       |
| 03.02.2011       | 51  | Marta wśród przestępców                      | Martha’s Life in Crime                                |
|                  |     |                                              |                                                       |
| 04.02.2011       | 52  | Ulubieńcy                                    | Martha Plays Favorites                                |
| 04.02.2011       | 52  | Marta i miłośnik piesków                     | Martha and the Doggie Lover                           |
|                  |     |                                              |                                                       |
| 05.02.2011       | 53  | Skits na lodzie                              | Skits on Ice                                          |
| 05.02.2011       | 53  | Marta w akcji                                | Martha’s Steamed!                                     |
|                  |     |                                              |                                                       |
| 06.02.2011       | 54  | Marta i tysiąc pcheł                         | Martha and the One Thousand Fleas                     |
| 06.02.2011       | 54  | Miła zrzęda                                  | Nice and Crabby                                       |
|                  |     |                                              |                                                       |
| 07.02.2011       | 55  | Tajny agent: pies                            | Martha: Secret Agent Dog                              |
|                  |     |                                              |                                                       |
| SERIA TRZECIA    |     |                                              |                                                       |
|                  |     |                                              |                                                       |
| 08.02.2011       | 56  | Program Marty                                | The Martha Show                                       |
|                  |     |                                              |                                                       |
| 10.02.2011       | 57  | Marta i miliony                              | Martha’s Millions                                     |
| 10.02.2011       | 57  | Prezent dla Karoliny                         | Carolina’s Gifted                                     |
|                  |     |                                              |                                                       |
| 11.02.2011       | 58  | Szalony Truman                               | Truman’s Mad                                          |
| 11.02.2011       | 58  | Jednodniowy pies                             | Dog for a Day                                         |
|                  |     |                                              |                                                       |
| 15.02.2011       | 59  | Reporter Marta                               | Martha: Deadline Doggie                               |
| 15.02.2011       | 59  | Olbrzymia dynia                              | It’s the Giant Pumpkin, Martha                        |
|                  |     |                                              |                                                       |
| 20.02.2011       | 60  | Sprawił to pies                              | The Dog Did It                                        |
| 20.02.2011       | 60  | Marta na Dzikim Zachodzie                    | Martha Out West                                       |
|                  |     |                                              |                                                       |
| 16.02.2011       | 61  | Tadek czaruje                                | T.D.’s Magic                                          |
| 16.02.2011       | 61  | Koci koszmar                                 | Scaredy Cat                                           |
|                  |     |                                              |                                                       |
| 14.02.2011       | 62  | Konkurs operowy                              | The Opera Contest                                     |
| 14.02.2011       | 62  | Maestro Marta                                | Maestro Martha                                        |
|                  |     |                                              |                                                       |
| 09.02.2011       | 63  | Skits i Wiercipięta                          | Skits and Mr. Scruffles                               |
| 09.02.2011       | 63  | Mężny Truman                                 | Brave Truman                                          |
|                  |     |                                              |                                                       |
| 17.02.2011       | 64  | Marta gra                                    | Martha Acts Up                                        |
| 17.02.2011       | 64  | Ronald w akcji                               | Ronald Is In                                          |
|                  |     |                                              |                                                       |
| 21.02.2011       | 65  | Marta psem patrolowym                        | Patrol Dog Martha                                     |
| 21.02.2011       | 65  | Śpiewający złodziej                          | The Crooning Crook Caper                              |
|                  |     |                                              |                                                       |
| 18.02.2011       | 66  | Mity                                         | Myth Me?                                              |
| 18.02.2011       | 66  | Mity Tadka                                   | Myth Take                                             |
|                  |     |                                              |                                                       |
| 13.02.2011       | 67  | Alicja w nowej skórze                        | Alice Covers Up                                       |
| 13.02.2011       | 67  | Karolina i Lili                              | Carolina Picks a Lily                                 |
|                  |     |                                              |                                                       |
| 23.02.2011       | 68  | Zielony wyścig                               | Wagstaff Races                                        |
| 23.02.2011       | 68  | Tajemnica znikającego metalu                 | The Missing Metal Mystery                             |
|                  |     |                                              |                                                       |
| 22.02.2011       | 69  | Straszna nocna impreza cz. I                 | Martha’s Slumber Party of the Weird                   |
| 22.02.2011       | 69  | Straszna nocna impreza cz. II                | Return to Martha’s Slumber Party of the Weird         |
|                  |     |                                              |                                                       |
| 24.02.2011       | 70  | Długie zmarnowane lato                       | The Long Rotten Summer                                |
| 24.02.2011       | 70  | Sprawa potłuczonego wazonu                   | The Case of the Shattered Vase                        |
|                  |     |                                              |                                                       |
| SERIA CZWARTA    |     |                                              |                                                       |
|                  |     |                                              |                                                       |
| 13.12.2012       | 71  | Billy Collins mówi                           | Billy Collins Speaks                                  |
| 13.12.2012       | 71  | Milo czyta                                   | Milo’s Reading Buddy                                  |
|                  |     |                                              |                                                       |
| 14.12.2012       | 72  | Pies Czasownik rusza do akcji                | Verb Dog, When Action Calls!                          |
| 14.12.2012       | 72  | Przygoda Marty z przysłówkami                | Martha’s Adverb Adventure                             |
|                  |     |                                              |                                                       |
| 16.12.2012       | 73  | Buldożer kontra dinozaur                     | Bulldozer Versus Dinosaur!                            |
| 16.12.2012       | 73  | Karolina i football                          | Carolina Tackles Football                             |
|                  |     |                                              |                                                       |
| 17.12.2012       | 74  | Sklep Marty                                  | Marta’s Market                                        |
| 17.12.2012       | 74  | Ukochana restauracja                         | Bye Bye Burger Boy                                    |
|                  |     |                                              |                                                       |
| 18.12.2012       | 75  | Powrót Książkobotów: Sprawa brakujących słów | Return of the Bookbots: The Case of the Missing Words |
|                  |     |                                              |                                                       |
| 19.12.2012       | 76  | Małpi przyjaciel Marty                       | Monkeyshines Martha                                   |
| 19.12.2012       | 76  | Psie życie                                   | Dog Daze                                              |
|                  |     |                                              |                                                       |
| 20.12.2012       | 77  | Spotkanie rodzinne                           | Martha’s Thanksgiving                                 |
|                  |     |                                              |                                                       |
| 21.12.2012       | 78  | Patrząc w gwiazdy                            | Eyes on the Skies                                     |
| 21.12.2012       | 78  | Obóz Trumana                                 | Camp Truman                                           |
|                  |     |                                              |                                                       |
| 22.12.2012       | 79  | Kora! Kora! Kora!                            | Cora! Cora! Cora!                                     |
| 22.12.2012       | 79  | Kora bis!                                    | Cora Encore!                                          |
|                  |     |                                              |                                                       |
| 23.12.2012       | 80  | Za wiele Mart                                | Too Many Marthas                                      |
| 23.12.2012       | 80  | Za dużo Marty                                | Too Much Martha                                       |
|                  |     |                                              |                                                       |
| SERIA PIĄTA      |     |                                              |                                                       |
|                  |     |                                              |                                                       |
|                  | 81  |                                              | Puppy Skits                                           |
|                  | 81  | Dionsaurs in Trouble!                        |                                                       |
|                  |     |                                              |                                                       |
|                  | 82  |                                              | The Puppy Tooth Fairy                                 |
|                  | 82  | Martha’s Blue Period                         |                                                       |
|                  |     |                                              |                                                       |
|                  | 83  |                                              | The Puppy Show                                        |
|                  | 83  | Never Forget to Remember                     |                                                       |
|                  |     |                                              |                                                       |
|                  | 84  |                                              | My Mother the Dog                                     |
|                  | 84  | Martha’s Must-Have                           |                                                       |
|                  |     |                                              |                                                       |
|                  | 85  |                                              | Martha’s Puppy                                        |
|                  | 85  | The Cheating Chum Caper                      |                                                       |
|                  |     |                                              |                                                       |
|                  | 86  |                                              | Mouse Patrol                                          |
|                  | 86  | The Big Knockover                            |                                                       |
|                  |     |                                              |                                                       |
|                  | 87  |                                              | Stanley Saves the Day                                 |
|                  | 87  | Milo Goes for Gold                           |                                                       |
|                  |     |                                              |                                                       |
|                  | 88  |                                              | The Return of Ralph                                   |
|                  | 88  | Little Bo’s Sheep                            |                                                       |
|                  |     |                                              |                                                       |
| SERIA SZÓSTA     |     |                                              |                                                       |
|                  |     |                                              |                                                       |
|                  | 89  |                                              | Alice Tells a Story                                   |
|                  | 89  | Pirates and Princesses                       |                                                       |
|                  |     |                                              |                                                       |
|                  | 90  |                                              | Martha’s Sweater                                      |
|                  | 90  | The Mystery of the Missing Dinosaur          |                                                       |
|                  |     |                                              |                                                       |
|                  | 91  |                                              | Bookbots 3: Fit Fights Fat                            |
|                  | 91  | Grandpa Bernie Cleans Up                     |                                                       |
|                  |     |                                              |                                                       |
|                  | 92  |                                              | Thou Callest Me a Dog                                 |
|                  | 92  | Martha’s Paper Chase                         |                                                       |
|                  |     |                                              |                                                       |
|                  | 93  |                                              | April Fools                                           |
|                  | 93  | Bully For You!                               |                                                       |
|                  |     |                                              |                                                       |
|                  | 94  |                                              | Tomato, You Say                                       |
|                  | 94  | Martha Questions                             |                                                       |
|                  |     |                                              |                                                       |
|                  | 95  |                                              | Martha’s Holiday Surprise                             |
|                  | 95  | We’re Powerless!                             |                                                       |
|                  |     |                                              |                                                       |
|                  | 96  |                                              | T.D. Gives A Report                                   |
|                  | 96  | Martha’s Canine Cleaners                     |                                                       |
|                  |     |                                              |                                                       |